# MS Navigator of the Seas
MS Navigator of the Seas je norveško-američki brod za krstarenje, izgrađen 2002. u finskom brodogradilištu Aker Finnyards (današnji STX Europe) u gradu Turku, za kompaniju Royal Caribbean International. Četvrti izgrađeni brod iz klase Voyager. Do izgradnje prekoocenskog broda Queen Mary 2 2004. godine, bio je najveći putnički brod na svijetu.

## Izgradnja
Kao i ostali brodovi klase Voyager, Navigator of the Seas projektiran je u uskoj suradnji Royal Caribbeana i brodogradilišta Aker Finnyards. Izgradnja je započela 2000., te je iz doka isplovio 25. siječnja 2002. Po dovršenju krajem 2002., s neznatno većom tonažom u odnosu na blizanca Explorer of the Seas, preuzeo je primat najvećeg putničkog broda na svijetu. Također, Navigator of the Seas prvi je od dva posljednja broda iz klase koje karakterizira modificirani dizajn kabina i balkona s pogledom na morem, rješenje kasnije primijenjeno i na brodovima klase Freedom, koji su produžena verzija klase Voyager. Isporučen je naručitelju 18. studenoga 2002., dok je ceremonija krštenja obavljena u Miamiju 6. prosinca. Na prvo putovanje isplovio je 14, prosinca 2002. Cijena izgradnje bila je oko 500 milijuna američkih dolara.

## Tehničke karakteristike
Navigator of the Seas dugačak je 311 m i širok 49,1 m. Plovi brzinom od 22 čvora (40,7 km/h), što omogućavaju 6 Wärtsilä 12V46C dizel motora, ukupne snage 75 600 kW (101 381 ks). Potisak omogućavaju 3 Asea Brown Boveri (ABB) Azipod pogonske elektro-gondole - jedna fiksna, dvije azimutne, ukupne snage 42 MW. Brod također raspolaže s 4 Rolls-Royce/Kamewa pramčana potisnika radi lakšeg manevriranja u lukama.

## Interijeri
Brod raspolaže s 15 paluba, ukupno 1557 kabina od kojih 1077 (69%) s pogledom na more, 753 (48,4%) s balkonom i 138 (9%) s pogledom na unutrašnji Royal Promenade. Najveći apartman, Royal Suite, prostire se na 123 m², ne računajući balkon s 23 m² . Kapacitet putnika je 3114, ili 3807 pri maksimalnoj popunjenosti, što zajedno s posadom od 1213 čini ukupno 5020 ljudi na brodu. Također se ističu 120 m 
dugačka, 9 m široka i četiri palube visoka središnja šetno-trgovačka šetnica (Royal Promenade) oko koje su koncentrirani glavni restorani, trgovački i zabavni centri. Na svakom kraju promenade, kroz 11 paluba uzdiže se atrij s panoramskim dizalima. Brod također raspolaže s kazalištem za 1350 gledaoca. Putnicima je namijenjen niz atrakcija i zabava, među kojima se ističu klizalište na ledu, košarkaški teren i zid za planinarenje.

## Destinacije
Navigator of the Seas bazira u Miamiju i Fort Lauderdaleu na Floridi u SAD-u, odakle tjedno isplovljava na četverodnevna do sedmodnevna krstarenja tijekom kojih pristaje u 
Cozumel u Meksiku, Belize City u Belizeu, Labadee na Haitiju, Ocho Rios i Falmouth na Jamajci, George Town na Kajamanskom otočju i Nassau na Bahamima. U ponudi je također i prekoatlantsko krstarenje s polaskom iz Miamija i pristajanjima u Santa Cruz de Tenerife na Kanarima, Barceloni u Španjolskoj, Villefranche-sur-Mer u Francuskoj, te Livornu i Civitavecchiji u Italiji.

## Galerija
- U Gdyniji (Poljska) 2007.
- Cádiz, Španjolska 2007.
- Cádiz, Španjolska 2007.
- Cádiz, Španjolska 2007.

## Vanjske poveznice
- Službena stranica - royalcaribbean.com
- Navigator of the Seas Review - cruisecritic.com   Arhivirana inačica izvorne stranice od 7. svibnja 2010. (Wayback Machine)
- Ship-Technology.com
- Navigator of the Seas - shipparade.com   Arhivirana inačica izvorne stranice od 19. prosinca 2012. (Wayback Machine) Fotografije i tehnički podaci
- Aktualna pozicija - seascanner.com   Arhivirana inačica izvorne stranice od 23. kolovoza 2013. (Wayback Machine)
- Raspored paluba - seascanner.com   Arhivirana inačica izvorne stranice od 14. listopada 2013. (Wayback Machine)
- Raspored paluba - cruisedeckplans.com